# Cheapside
Cheapside est une rue de la Cité de Londres qui se trouve immédiatement à l'est de la cathédrale Saint-Paul.
Elle est connue pour le trésor de Cheapside ; découvert en 1912, c'est la plus grande collection connue de bijoux et gemmes des époques élisabéthaine (1558-1603) et jacobéenne (1567-1625).

## Situation et accès
Elle relie Newgate Street avec Queen Victoria Street, Cornhill, Threadneedle Street, Princes Street, Lombard Street et King William Street (via le tronçon de Poultry Street). Au Moyen Âge, elle était connue comme le marché de Westcheap, à l'opposé de Eastcheap.
L'église St Mary-le-Bow se trouve dans la rue.
La station de métro la plus proche est St. Paul's, desservie par la ligne  Central.

## Origine du nom

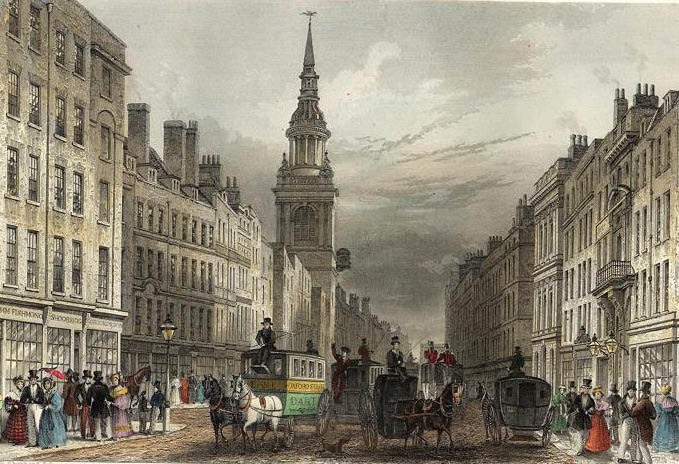
Vue (vers l'ouest) de Cheapside en 1837, avec au fond l'église St Mary-le-Bow.

Du vieil anglais chepe qui signifie marché.

## Historique
Jusqu'à la fin du IXe siècle Londres est peu peuplé et des quartiers comme Cheapside ou Poultry se tiennent sur la frange des zones du grand essor de Londres à l'époque saxonne. Cette croissance est momentanément arrêtée avec les invasions Vikings, notamment en 851, et la population se replie vers la City, mieux défendue.
Le roi Alfred le Grand (871-899) relance la ville en mettant en place vers 900 le marché de Cheapside (il réorganise aussi le réseau des rues). La croissance de la ville reste lente durant le Xe siècle mais le marché de Cheapside est établi et la rue devient la principale rue marchande du Londres médiéval. Sa prospérité, dont témoigne le trésor de Cheapside, s'étend sur les quartiers voisins, dont Poultry (en).
Le 17 octobre selon le calendrier julien alors en vigueur, soit le 23 octobre 1091 selon le calendrier grégorien, une tornade estimée de force 8 sur l'échelle de TORRO (environ force 4 sur l'échelle de Fujita), venant du sud-ouest, passe sur Cheapside ; c'est la première tornade enregistrée au Royaume-Uni,. Elle démolit le toit de St Mary-le-Bow (qui ne s'appelait pas encore ainsi) : un bloc de quatre solives, chacune de 7,9 m (26 ft) de long, se détache et est planté dans le sol de glaise lourde si fortement que seul 1,2 m (4 ft) de chaque solive émerge du sol. D'autres églises des environs proches sont endommagées, avec plus de 600 maisons (pour la plupart en bois). Deux personnes sont tuées.
Un autre lot d'antiquités a été trouvé à Cheapside : celui de la Blossom's Inn, comprenant entre autres des bouches de ceinture et des broches.

## Bâtiments remarquables et lieux de mémoire
- Église St Mary-le-Bow
- L'une des 20 croix d'Éléonore se trouvait à Westcheap (le nom d'alors de Cheapside) ; un fragment en est conservé au musée de Londres.

## Cheapside dans la littérature
Dans le roman Orgueil et Préjugés de 1813 par Jane Austen, Cheapside est un quartier dédaigné par l'élite :

« – I think I have heard you say that their uncle is an attorney in Meryton.

– Yes; and they have another, who lives somewhere near Cheapside. 

– That is capital, added her sister, and they both laughed heartily.

– If they had uncles enough to fill all Cheapside, cried Bingley, it would not make them one jot less agreeable.

– But it must very materially lessen their chance of marrying men of any consideration in the world," replied Darcy. »

Dans le Dickens's Dictionary of London de 1879 par Charles Dickens Jr. (en), fils de Charles Dickens :

« Cheapside remains now what it was five centuries ago, the greatest thoroughfare in the City of London. Other localities have had their day, have risen, become fashionable, and have sunk into obscurity and neglect, but Cheapside has maintained its place, and may boast of being the busiest thoroughfare in the world, with the sole exception perhaps of London-bridge. ».

Dans le roman historique As Meat Loves Salt par Maria McCann (en), Cheapside est décrit comme une ville importante.